# Облігація
Облігація (від лат. obligatio — «зобов'язання») — емісійний цінний папір, що засвідчує внесення придбавачем грошових коштів і підтверджує зобов'язання емітента відшкодувати першому його номінальну вартість з виплатою певного доходу, чи передати певне майно, надати послуги.
Облігації є одним із найдавніших способів залучення грошових коштів (і, власне, цінних паперів), зокрема з метою покрити дефіцит скарбниці суверена.

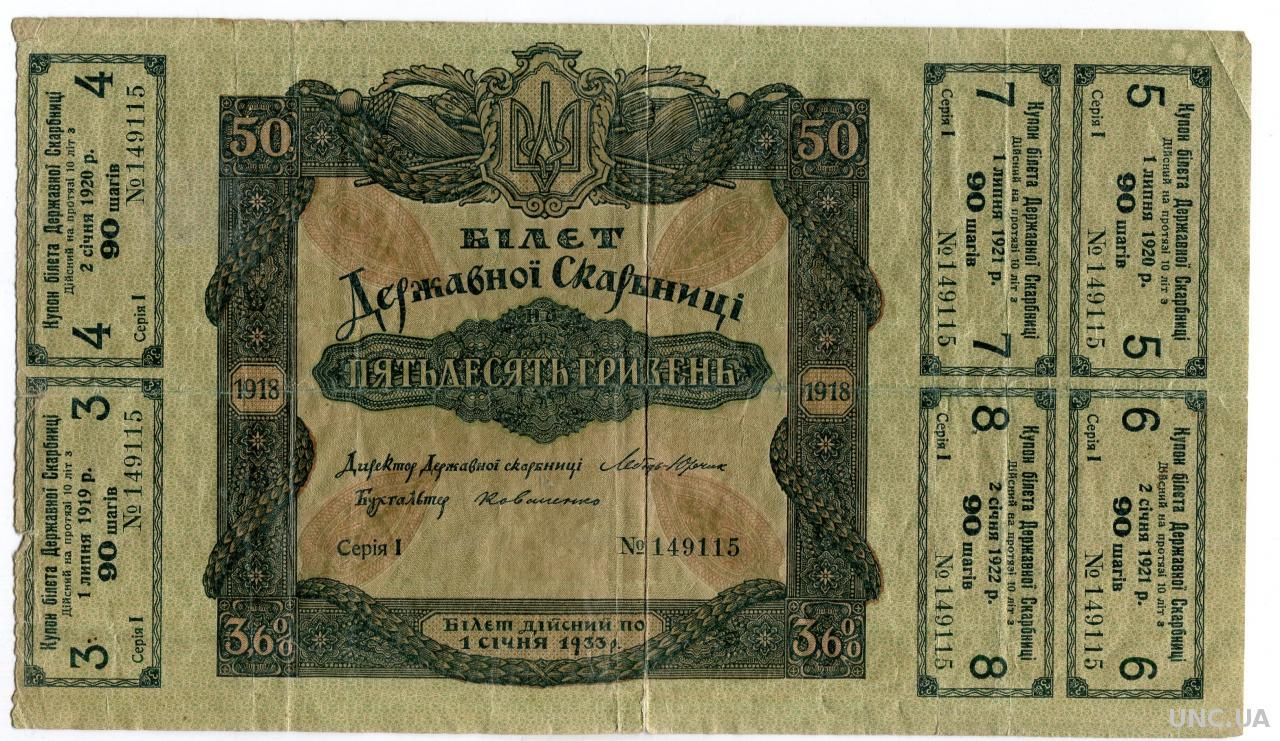
Державна облігація УНР 1918 року

## Класифікація видів облігацій
Облігації можна класифікувати за різними ознаками.

### Види облігацій за емітентом
- Державні облігації (англ. Government bonds) або суверені облігації (англ. Government bonds) — цінний папір, емітентом якого виступає держава в особі уряду чи уповноваженого ним органу, випускається для погашення дефіциту державного бюджету (в Україні — Державні облігації України).
- Муніципальні облігації (англ. Municipal bonds) — цінний папір, який випускають органи місцевої влади з метою покриття дефіциту місцевого бюджету або фінансування інфраструктурах проєктів (в Україні — Облігації місцевих позик).
- Корпоративні облігації (англ. Corporate bonds) — цінний папір, який випускають юридичні особи для фінансування своєї діяльності (в Україні — Облігації підприємств).

### Види облігацій за ступенем забезпеченості
- Забезпечені облігації
- Незабезпечені облігації
- Гарантовані облігації

### Види облігацій за розміром купона
- Дисконтні облігації
- Облігації з глибоким дисконтом
- Купонні облігації

### Види облігацій за строком обігу
- Комерційні папери
- Короткострокові
- Середньострокові
- Довгострокові
- Облігації, що відкликаються (Облігації з call-опціоном)
- Облігації з правом дострокового погашення (Облігації з put- опціоном)
- Облігації що пролонгуються
- Безстрокові облігації

## Заставна облігація
Заставна облігація — облігація, що забезпечена заставою будь-якого рухомого майна чи іпотекою нерухомого майна емітента чи третіх осіб. Заставні облігації розрізняються за типом забезпечення.

### Закладні піднерухомість
Фінансування із використанням облігацій, забезпечених закладними під нерухомість, мало широкий вжиток на початку ХХ сторіччя. В той час відбувалося інтенсивне нарощування основних виробничих фондів, та компанії використовували їх як забезпечення. Це було характерно для залізниць, в тому числі для України та Росії. Проте надалі виявилося, що застава нерухомості не страхує інвестора від втрати своїх капіталів в разі банкрутства емітенту. Реалізація такої нерухомості виявилася доволі складним завданням. Надалі більшість корпорацій відмовилася від такого виду забезпечення.
В США використовуються в енергетичній та транспортній промисловості.

### Забезпечення устаткуванням
Папери емітуються з метою купівлі устаткування чи машин. Часто використовуються транспортними компаніями (авіаційними та залізничними). При цьому титул власності за майном, що купується, передається довіреній особі, емітент стає власником лише після погашення емісії.
У разі припинення поточних платежів по облігаціях, довірена особа продає майно, та ліквідує заборгованість, не вдаючись до банкрутства емітенту.
При цьому розмір займу, що погашається перевищує розмір амортизації по забезпеченню, таким чином чим довше облігації в обігу, тим менший за ними ризик.

### Забезпеченняцінними паперами
В цьому випадку забезпеченням стають цінні папери, що є в наявності у емітента. При цьому вартість цінних паперів має перевищувати об'єм заборгованості приблизно на 30 %. Такі облігації емітуються доволі рідко. Зазвичай об'єктами застави виступають паперами дочірніх підприємств.

### Забезпечення пуломіпотечнихкредитів
Цей вид облігацій випускається під забезпечення вже виданих іпотечних кредитів. Проходить це таким чином: фінансова організація видає кредити під нерухомість, після чого емітує облігації, забезпеченням яких виступають платежі за цими кредитами. Фактично це варіант сек'юрітизації заборгованості.
В Україні такі облігації випускаються як Іпотечні облігації.

### Забезпечення іншими активами
Цей тип облігацій також є прикладом сек'юрітизації заборгованості. Забезпеченням за такими облігаціями стають очікувані фінансові потоки, частіше за все це платежі за виданими кредитами. Типовий приклад: банк або інша фінансова компанія видає кредит. Після чого такі кредити з'єднують у пул, та вкладають в спеціально створений трастовий фонд. Цей фонд емітує облігації, забезпеченням яких виступають майбутні платежі в фонд за виданими кредитами.
Цей тип облігацій часто використовується в країнах Латинської Америки.